# Manfredi di Gallura
Manfredi, detto Manfredus Pisanus (fl. XI secolo), è stato Giudice di Gallura.
Governò verso la metà del secolo XI ed è il primo Giudice gallurese del quale restano alcune testimonianze storiche; come indica il suo soprannome o era di origine pisana, od aveva comunque forti legami con la città toscana.